# Шалґочка
Шалґочка (словац. Šalgočka) — село в окрузі  Ґаланта Трнавського краю Словаччини. Площа села 4,75 км². Станом на 31 грудня 2015 року в селі проживало 449 жителів.
Протікає потік Ярчє.

## Історія
Перші згадки про село датуються 1248 роком.

## Населення
| Рік:            | 1994. | 2004.    | 2014.   | 2024.   |
| --------------- | ----- | -------- | ------- | ------- |
| Кількість осіб: | 381   | 444      | 456     | 472     |
| Різниця:        |       | +16,53 % | +2,70 % | +3,50 % |

| Рік:            | 2023. | 2024.   |
| --------------- | ----- | ------- |
| Кількість осіб: | 470   | 472     |
| Різниця:        |       | +0,42 % |